# پر رچرچو
 پَر رَچرَچُو  نام کوهی است در جنوب دهستان کوخرد در بخش کوخرد شهرستان بستک واقع در غرب استان هرمزگان در جنوب ایران .
 پَر رَچرَچُو  کوهی است مخروطی، ارتفاع این کوه متوسط و متفاوت است، این کوه در لمبیر ملکی واقع شده‌است.

## نقاط اطراف کوه پَررَچرَچُو
در شمال این کوه پَر سنگلاخی و «برکه افراز» و «آودون غوچو» قرار دارد، از سمت جنوبش (پشتخه باپیر) و سه چُکی واقع شده‌است، اما سمت مغرب کوه «درواه سه چُکی» و از سمت مشرق آن «پَر حیدری» قرار دارد. آب (پشتخه) باپیر و سه چُکی از دوبند پَر رَچرَچُو می‌گذرد و به لمبیر ملکی می‌ریزد.

## پر رچرچو و آبخیز سد جابر
آبخیز سد جابر از سه چُکی و (پشتخه باپیر) شروع می‌شود، آب مناطق اطراف وجنوب پَر رَچرَچُو و پشتخه باپیر و دره‌ها و خُور و خره‌های اطراف پشتخه باپیر از دوبند پَر رَچرَچُو عبور می‌نماید و به سد جابر می‌ریزد سپس به سوی نخلهای جابر و (کل کادی) می‌رود، نخلستان جابر از آب این سد تغذیه می‌نمایند. آب این سد پس از عبور از «چوریکو» و «وابند» که در مغرب (پشتخه جابر) قرار دارد ادامه می‌یابد و بعد از گذشت از درواه خور زهرو به نخلستان جابر می‌رسد.

## گیاهان دارویی
- انغوزه.
- آویشن.
- مرو تلخ.
- پونه.
- بنه
- اسطوقدوس (گیاهی خوشبو که با چای مصرف می‌شود).
- خاکشیر.
- مرو تلخ.
- مرو خوش .[۱][۲]

## فهرست منابع و مآخذ
- محمدیان، کوخردی، محمد ،  «شهرستان بستک و بخش کوخرد» ، ج۱. چاپ اول، دبی: سال انتشار ۲۰۰۵ میلادی.
- محمد، صدیق    «تارخ فارس»   صفحه‌های (۵۰  ـ  ۵۱  ـ ۵۲  ـ ۵۳)، چاپ سال ۱۹۹۳ میلادی.
- نگاره‌ها از: محمد افراز و محمد محمدیان.
- الکوخردی، محمد، بن یوسف، (کُوخِرد حَاضِرَة اِسلامِیةَ عَلی ضِفافِ نَهر مِهران Kookherd, an Islamic District on the bank of Mehran River) الطبعة الثالثة، دبی: سنة ۱۹۹۷ للمیلاد.